# Espeletia
Espeletia is een genus dat deel uitmaakt van de familie van de composieten. Er bestaan meer dan 100 verschillende soorten. Deze worden uitsluitend in de hogere delen van de Noordelijke Andes gevonden, met name in Venezuela, Colombia en Ecuador. De grootste diversiteit aan soorten wordt in Venezuela gevonden. Lokaal staan de planten bekend onder de Spaanse naam frailejón, omdat hun rechtop staande stam en kleed van bruine bladeren doen denken aan monniken (frailes).
In haar meest opvallende verschijning groeit Espeletia als een gigantische rozet. De plant heeft aan lange stam met weinig of geen takken, vaak bedenkt met een dikke laag van dode bladeren, met een kroon van wollige bladeren aan de top. Andere espeletia's hebben helemaal geen stam, maar bestaan alleen uit een grote rozet van bladeren. De dode bladeren bieden de plant bescherming tegen het ruige klimaat. De laag wollige haartjes op de bladeren bieden bescherming tegen de ultraviolette straling en tegen uitdroging. Anders dan de meeste planten op de páramo, die klein blijven, wordt de espeletia vaak manshoog en een enkele keer bereikt hij een hoogte van wel 15 meter. Een plant kan ruim 100 jaar oud worden.
Espeletia-soorten worden gevonden vanaf een hoogte van ongeveer 2800 meter tot een hoogte van ongeveer 4600 meter, in variërende leefgebieden: van steile hellingen en rotsgronden tot moerassen en venen. De verschillende soorten espeletia's verschillen enorm in onder meer de omvang, de bloeiwijze en de wijze van bestuiving. Deze enorme variatie is opmerkelijk voor een genus dat naar men aanneemt minder dan 5 miljoen jaar oud is. Men ziet dit als een voorbeeld van het aanpassingsvermogen van planten aan hun omgeving.
De eerste Espeletia werd in 1809 beschreven door Aimé Bonpland en Alexander von Humboldt, in hun Plantae Aequinoctiales. Zij zagen de plant in 1801, toen José Celestino Mutis hen meenam naar de páramos boven Bogota voor een botanische expeditie. Zij noemden de plant naar Don José de Ezpeleta, onderkoning van de toenmalige kolonie die de expeditie had gefinancierd. In de 20e eeuw deed de botanicus José Cuatrecasas veel onderzoek naar Espeletia, en hij classificeerde de verschillende soorten. Modern moleculair onderzoek doet vermoeden dat de indeling van Cuatrecasas niet helemaal correct is.